# 硫酸水素アンモニウム
硫酸水素アンモニウム（りゅうさんすいそアンモニウム、ammonium hydrogen sulfate）は硫酸のアンモニウム塩のひとつである。化学式 (NH4)HSO4 で表され、重硫酸アンモニウム（じゅうりゅうさんアンモニウム、ammonium bisulfate）、酸性硫酸アンモニウム（さんせいりゅうさんアンモニウム、acid ammonium sulfate）とも呼ばれる。水に溶ける。アルコール、アセトン、ピリジンに不溶。
硫酸アンモニウムを空気中で357℃に加熱すると粗品ができ、純品は硫酸アンモニウムの硫酸溶液から結晶化させることにより得られる。無色で斜方晶系の結晶。融点146.9℃、沸点490℃。水への溶解度は20℃で100g/100gである。アルカリに微溶、アセトンに不溶。
加熱すると窒素、二酸化硫黄、水を放って亜硫酸水素アンモニウムになる。
かつてこの低温水溶液を電気分解することにより過酸化水素を製造する電解法が行われていたが、アントラキノン法に現在は完全に移行したため工業的に使われることはあまりない。
類似化合物に硫酸水素三アンモニウム (NH4)3H(SO4)2、硫酸三水素アンモニウム (NH4)H3(SO4)2 がある。